# NHi Argus (H-31)
O Navio Hidrográfico Argus - H 31, é o segundo navio a ostentar esse nome na Marinha do Brasil. Foi construído pelo AMRJ - Arsenal de Marinha do Rio de Janeiro, Ilha das Cobras, Rio de Janeiro. Teve sua quilha batida em abril de 1956, foi lançado ao mar em 6 de dezembro de 1957 e incorporado em 29 de janeiro de 1959, segundo o Aviso n.º 226/1959 do Ministro da Marinha. Naquela ocasião, assumiu o comando o Capitão-de-Corveta Júlio Gonzalez Fernandez. Pertenceu a Classe Argus.
Foi colocado a disposição da DHN - Diretoria de Hidrografia e Navegação.